# Страшний суд (фільм, 1996)
Страшний суд (англ. Judge and Jury) — американський трилер.

## Сюжет
Ставши свідком пограбування і вбивства, Майкл Сільвано розуміє, що він опинився в неправильному місці в неправильний час. І хоча злочинця Джозефа Мікера стратять, після смерті він повертається знову. Божевільний мотоцикліст з нічного кошмару несе злобу і ненависть. У цій битві кожен — за себе.

## У ролях
- Девід Кіт — Джозеф Мікер
- Мартін Коув — Майкл Сільвано
- Томас Іен Ніколас — Алекс Сільвано
- Лаура Джонсон — Грейс Сільвано
- Келлі Перін — Роланд
- Пол Косло — Локхарт
- Роберт Міранда — тренер Вагнер
- Патриція Скенлон — Мері
- Джей Разумний — конвоїр 1
- Стен Селлс — начальник
- Боб Майнор — байкер 1
- Девід Брісбін — священик
- Анджело Дімаскіо — байкер 2
- Скотт Хесс — хлопець 1
- Джошуа Кітон — хлопець 2
- Джон Лен — Гарольд
- Том Джексон — Джозеф